# Cryptoloba metorchatica
Cryptoloba metorchatica är en fjärilsart som beskrevs av Louis Beethoven Prout 1958. Cryptoloba metorchatica ingår i släktet Cryptoloba och familjen mätare. Inga underarter finns listade i Catalogue of Life.